# Nodozana cocciniceps
Nodozana cocciniceps là một loài bướm đêm thuộc phân họ Arctiinae, họ Erebidae.